# 새소리음악중고등학교
새소리음악중고등학교 2009년 2월 설립되었으며 (교명변경 전 그라시아스음악학교)대전광역시 서구 도마동에 위치한 클래식 사립학교이다.

## 학교 연혁
- 2009년 2월: 그라시아스음악학교 설립
- 2011년 11월: 그라시아스음악학교 설립 인가 (대전광역시교육청)
- 2013년 3월: 그라시아스 음악중학교 설립
- 2017년 1월: 그라시아스음악중고등학교로 교명 변경
- 2018년 3월: 새소리음악중고등학교로 교명 변경 (대전광역시교육청)

## 참고 자료
- 새소리음악중고등학교 - 한국교육학술정보원 학교알리미